# PA (electroacústica)

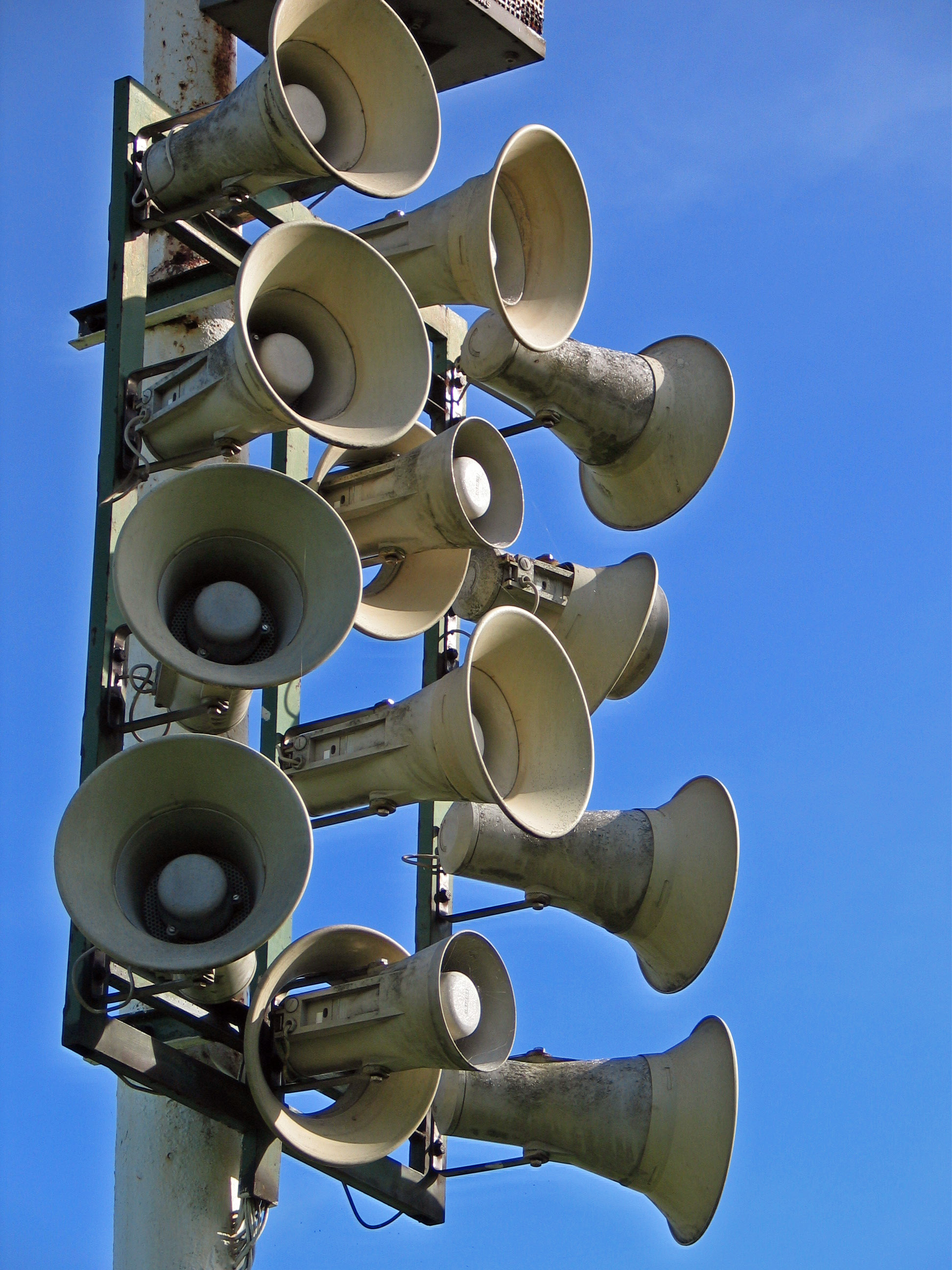
Altaveus de trompeta, sovint utilitzats per a transmetre so en localitzacions exteriors.

PA (de les sigles de l'anglès Public Address) és un sistema de reforç de so, o megafonia, emprat per dirigir el so principal d'una actuació o concert al públic assistent a la sala. Sol ser el sistema que més potència empra, a causa que ha de cobrir tot l'espai dedicat al públic, adaptar-se a l'acústica pròpia del local i salvar l'absorció que ofereix el públic assistent al seu torn.
La barreja dels instruments es fa d'acord amb el so que l'enginyer present a la sala, i normalment davant del mateix PA, vol oferir els oients.
És diferent del sistema de monitoratge, bé individual o bé conjunt, com el Side Fill pensat per cobrir el lateral de l'escenari ocupat pels músics que requereixen una barreja personalitzada o adequada a les seves preferències o situació particular.